# TPD52L3
TPD52L3 (англ. Tumor protein D52 like 3) – білок, який кодується однойменним геном, розташованим у людей на 9-й хромосомі. Довжина поліпептидного ланцюга білка становить 140 амінокислот, а молекулярна маса — 15 503.
| 10         |  | 20         |  | 30         |  | 40         |  | 50         |
| ---------- |  | ---------- |  | ---------- |  | ---------- |  | ---------- |
| MPHARTETSV |  | GTYESHSTSE |  | LEDLTEPEQR |  | ELKTKLTKLE |  | AEIVTLRHVL |
| AAKERRCGEL |  | KRKLGLTALV |  | GLRQNLSKSW |  | LDVQVSNTYV |  | KQKTSAALST |
| MGTLICRKLG |  | GVKKSATFRS |  | FEGLMGTIKS |  | KVSGGKRAWP |  |            |

A: Аланін

C: Цистеїн

D: Аспарагінова кислота

E: Глутамінова кислота

F: Фенілаланін

G: Гліцин

H: Гістидин

I: Ізолейцин

K: Лізин

L: Лейцин

M: Метіонін

N: Аспарагін

P: Пролін

Q: Глутамін

R: Аргінін

S: Серин

T: Треонін

V: Валін

W: Триптофан

Задіяний у такому біологічному процесі, як альтернативний сплайсинг. 